# Гамед Гохар

́
Хамед Абдель Фаттах Гохар (араб. حامد عبد الفتاح جوهر; 1907-1992) — єгипетський океанограф, морський біолог, телеведучий. Вважається піонером морських досліджень у арабському регіоні. У Єгипті отримав прізвисько «король Червоного моря».

## Біографія
Гамед Гохар народився 1907 року в Каїрі. Навчався в ісламській школі добробуту. Потім у Королівській школі отримав ступінь бакалавра. У 1925 році поступив на факультет наук в Єгипетському університеті (зараз Каїрський університет). У 1926 році закінчив університет з відзнакою і почав працювати науковим співробітником на кафедрі біології тварин.
У 1930-х роках Гамед Гохар розпочав перші великі морські біологічні дослідження в Єгипті та арабському світі. З 1931 по 1939 роки вивчав біологію коралів Xenia в Червоному морі. У 1934 році він опублікував у британському журналі «Nature» дослідження про партнерство між рибою-клоуном і морськими анемонами у спільному лові здобичі. Гохар протягом 25 років пропрацював на станції морської біології (сьогодні: Національний інститут океанографії) в Хургаді.

### «Морський світ»
Протягом 18 років, з 1973 по 1992 рік, Гамед Гохар був телеведучим щотижневої телепрограми «Морський світ», де розповідав про захоплюючий підводний світ і різні етапи морського життя. Після його смерті програму вів інший морський вчений, але згодом була закрита і ніколи не виходила знову.